# 14 Pułk Moździerzy
14 samodzielny pułk moździerzy (14 spm) – oddział artylerii ludowego Wojska Polskiego.

## Formowanie i zmiany organizacyjne
Na podstawie rozkazu Nr 0045/Org. Ministra Obrony Narodowej z dnia 17 maja 1951 został sformowany 14 Samodzielny Pułk Moździerzy. Termin zakończenia formowania został wyznaczony na dzień 1 grudnia 1952.
Pułk został zorganizowany w Ostrowie Wielkopolskim, w koszarach przy ul. Kościuszki, według etatu Nr 4/70 o stanie 605 żołnierzy i 21 pracowników cywilnych.
Jednostka była podporządkowana bezpośrednio dowódcy Okręgu Wojskowego Nr IV. Organizatorem i pierwszym dowódcą pułku był major Jan Rybarski.
Na podstawie rozkazu Nr 0039/Org. Ministra Obrony Narodowej z dnia 17 czerwca 1953 dowódca Okręgu Wojskowego Nr IV przekazał 14 spm w podporządkowanie dowódcy Okręgu Wojskowego Nr I. Dyslokacja jednostki do garnizonu Orzysz miała być przeprowadzona w terminie do dnia 1 października 1953.
Na mocy wspomnianego rozkazu dowódca OW-I, w terminie do dnia 1 grudnia 1953, przeformował 14 spm w 24 Brygadę Moździerzy (JW 2526) i podporządkował dowódcy 8 Dywizji Artylerii Przełamania.

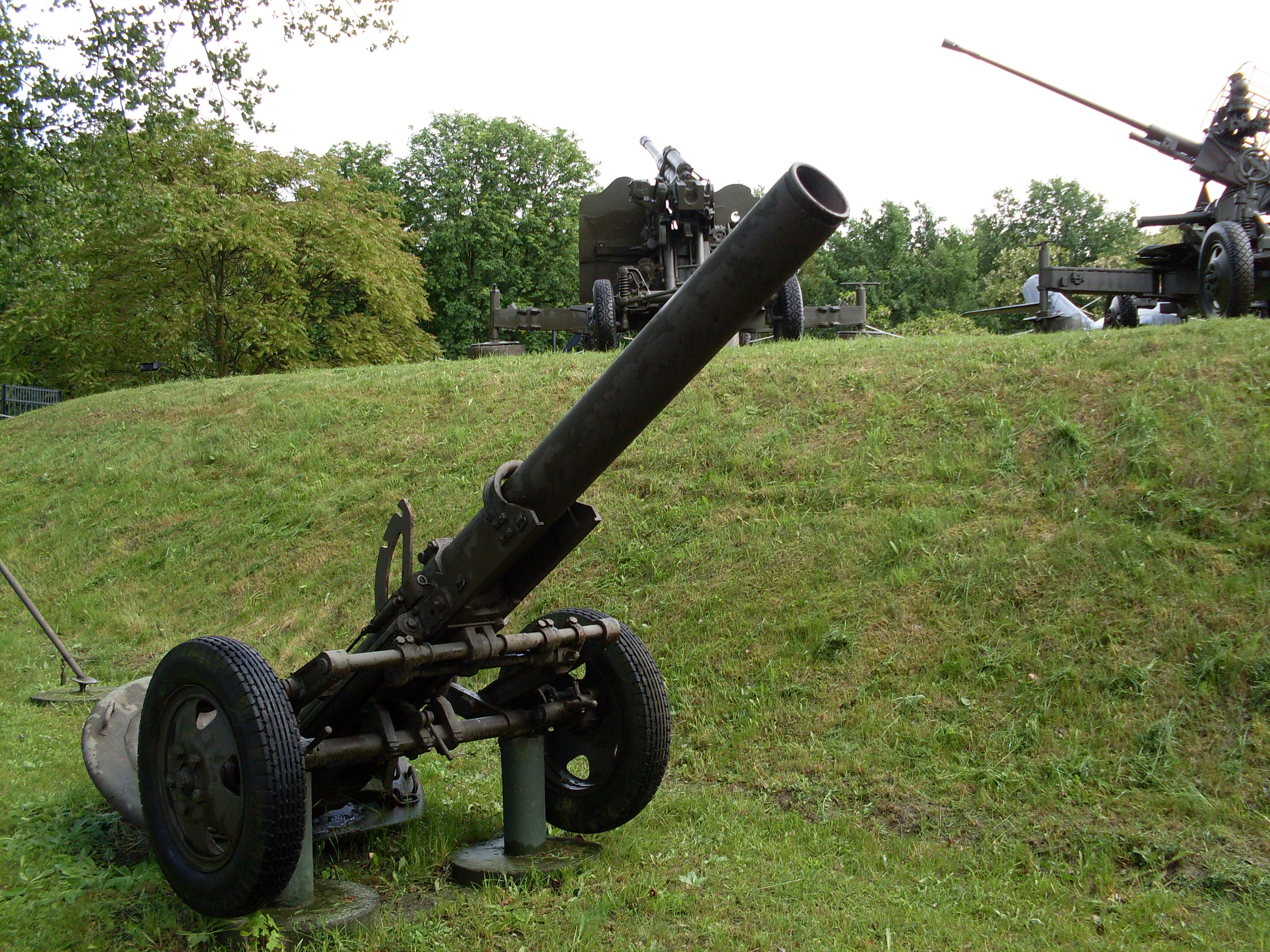
160 mm moździerz wz 1943

## Struktura organizacyjna
Struktura organizacyjna według etatu Nr 4/70 samodzielnego pułku moździerzy z dnia 22 marca 1951:
- dowództwo
- kwatermistrzostwo
- 1 dywizjon moździerzy a. pluton dowodzenia + 3 baterie moździerzy
- 2 dywizjon moździerzy a. pluton dowodzenia + 3 baterie moździerzy
- dywizjon szkolny

Każda z sześciu baterii moździerzy składała się z plutonu dowodzenia i trzech plutonów ogniowych. Na uzbrojeniu pułku znajdowały się czterdzieści dwa 160 mm moździerze wzór 1943.